# Marisol Paíno
Marisol Paíno (31 de agosto de 1955, Unión de Campos, Valladolid) es una exjugadora española de baloncesto profesional. Jugó durante 7 años en el Celta de Vigo, retirándose prematuramente con 27 años. Se vio envuelta en una gran polémica, en el año de un debut en la competición que fue fulgurante, ya que se dudaba de su género. Después de retirarse, se dedicaría al salto de longitud.

## Palmarés
- Tres Ligas
- Dos  Copas de la Reina